# مارين موريس
مارين لارا موريس (بالإنجليزية: Maren Morris)‏ (من مواليد 10 أبريل 1990) مغنية كانتري وكاتبة أغاني ومنتجة تسجيل أمريكية.

## النشأة
وُلِد موريس في أرلينغتون بولاية تكساس للأبوين جريج وكيلي موريس. عندما كانت طفلة ، كانت تقضي معظم وقتها في صالون والديها لتصفيف الشعر. عندما كانت مارين تبلغ من العمر 12 عامًا ، اشترى لها والدها غيتارًا واصبحت تحب الغيتار. بدأت مسيرتها المهنية في التسجيل الموسيقي في عام 2005 ، مع أول ألبوم استوديو لها Walk On ، صدر في 14 يونيو 2005 ، بواسطة شركة موزي بلوزي ميوزيك. صدر إصدارها اللاحق All That it Takes ، في 22 أكتوبر 2007 ، بواسطة سميث إنترتينمنت. تم إصدار الإصدار الثالث لها Live Wire ، في عام 2011 ، بواسطة موزي بلوزي ميوزيك. تم إصدار ألبومها الناجح الذي حصد على اراء إيجايبية Hero في عام 2016. قضت مارين عدة سنوات في ناشفيل في كتابة الأغاني لفنانين آخرين ، بما في ذلك أغنية "Last Turn Home" لألبوم الفنان تيم ماكغرو الذي صدر عام 2014 Sundown Heaven Town، و "Second Wind" ، للفنانة كيلي كلاركسون لألبومها الذي صدر عام 2015 Piece by Piece.

## المهنة
أصدرت اثنين من ألبومات الاستوديو. أسطوانتها المطولة الذي صدرت عام 2015 Maren Morris ، تصدرت على مخططين بيلبورد. وصل ألبومها الأول Hero ، إلى المركز الخامس على مخطط بيلبورد 200 والمركز الأول على مخطط بيلبورد فئة أغاني كانتري، وحصل على شهادة البلاتينية في الولايات المتحدة. موريس هي أيضًا عضوة في ذا هاي وومن ، وهي فرقة تتألف أيضًا من براندي كارلايل وأماندا شيريس وناتالي هيمبي.
تم إصدار ألبومها الأول Walk On في عام 2005. وصلت أغنيتها الفردية "My Church" ، في المرتبة الأولى على مخطط أغاني الكانتري الرقمية، في عام 2016 ووصلت إلى المراكز الخمسة الأولى على مخطط أغاني الريف الأمريكي الساخنة وفازت بجائزة غرامي عن افضل أداء كانتري منفرد، كانت أغنيتها المنفردة الثالثة "I Could Use a Love Song" ، أول أغنية لها تصل إلى المرتبة الأولى على مخطط البث الريفي الأمريكي. شاركت في جزء غنائي لـ "The Middle" ، وهو تعاون غنائي بين زيد و فرقة غراي، الذي صدر في يناير 2018 ، وتصدرت الأغنية المركز الخامس على بيلبورد هوت 100 وحصلت الأغنية على ثلاثة ترشيحات في حفل توزيع جوائز الغرامي الحادي والستين. تم إصدار ألبوم موريس الثاني Girl ، في 8 مارس 2019 ، بواسطة كولومبيا للتسجيلات ، حصل الألبوم مرة أخرى على المركز الأول في مخطط ألبومات الكانتري، ووصل في المركز الرابع على مخطط بيلبورد 200، بينما حققت موريس أول 15 دخول لها على مخطط بيلبورد هوت 100 مع أغنية منفردة من الألبوم "The Bones" ، والتي احتلت المرتبة 1.

## الحياة الشخصية
في كانون الأول (ديسمبر) 2015 ، بدأت موريس في مواعدة مغني الريف ريان هيرد، التي التقت به لأول مرة في كتابة مشتركة في عام 2013. تمت خطوبتهم في يوليو 2017. تزوج الاثنان في 24 مارس 2018 ، في ناشفيل بولاية تينيسي.
في أكتوبر 2019 ، أعلن موريس وهورد أنهما كانا يتوقعان طفلهما الأول معًا ، صبيًا ، في مارس 2020. ولد ابنهما هايس أندرو هيرد في 23 مارس 2020.